# Gradska knjižnica Marka Marulića
Gradska knjižnica Marka Marulića ili skraćeno GKMM je splitska gradska knjižnica sa sjedištem u Ulici slobode 2 koja je posvećena ocu hrvatske književnosti Marku Maruliću. Prvi oblik osnivanja gradske knjižnice pojavljuje se 1700. gdje Ivan Paštrić knjižnicu osnovao kao dio Nadbiskupskog sjemeništa koju je iste godine osnovao Stjepan I. Cosmi. Današnja knjižnica je utemeljena 1951. godine, pod nazivom Posudbena biblioteka. Zbog velikog broja učenika srednjih i osnovnih škola prvi Dječji odjel je otvoren 1955. Godine 1962. Knjižnica mijenja ime u Narodna knjižnica u Splitu, a 1993. g. dobiva današnji naziv Gradska knjižnica Marka Marulića.

## Vanjske poveznice
- Službena stranica